# Dinosaure dans la culture

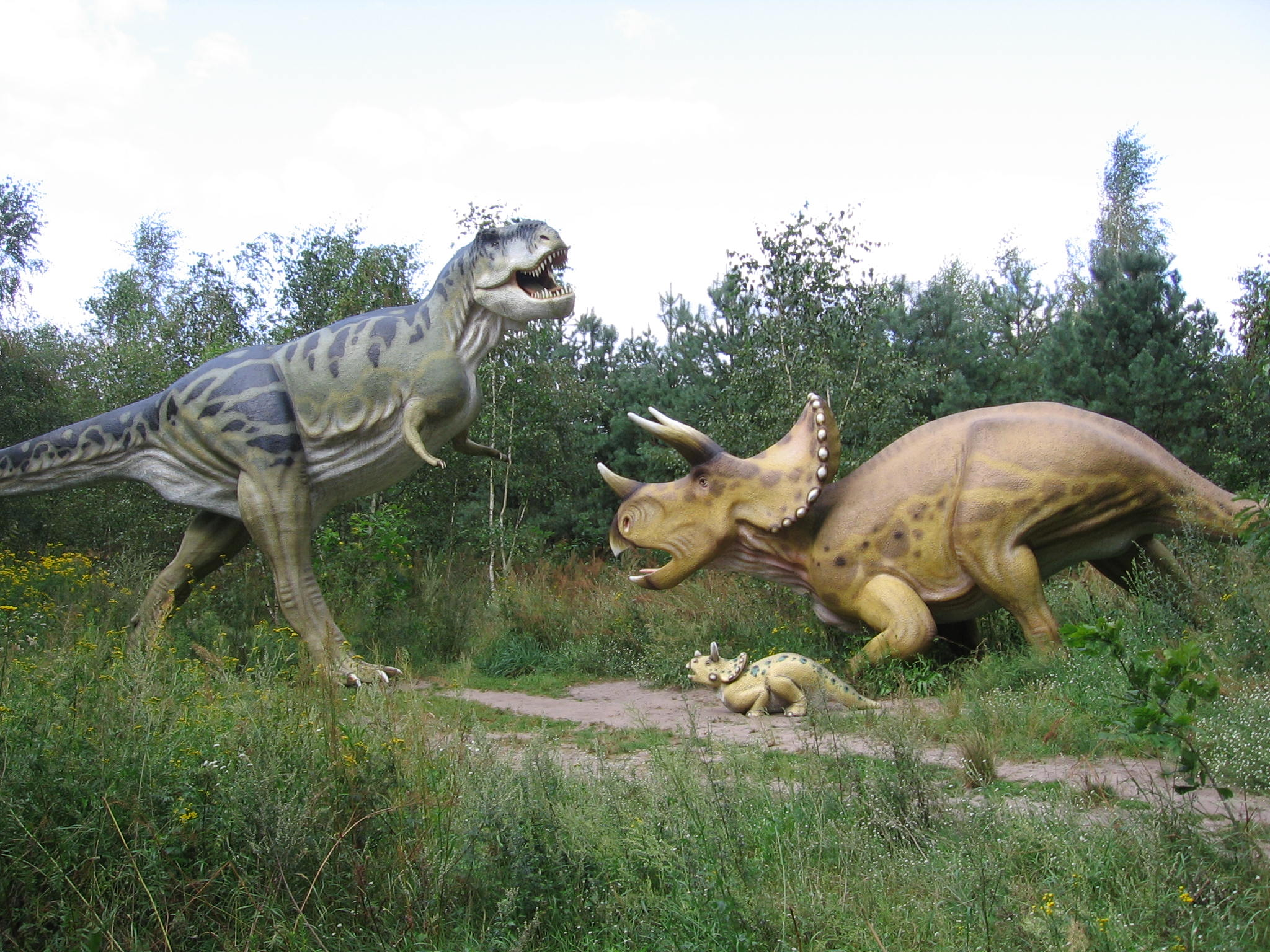
Reconstitution d'un combat entre un Triceratops et un Tyrannosaurus. Les combats épiques qui ont pu avoir eu lieu entre les deux espèces sont un thème populaire et souvent présent dans les représentations culturelles des dinosaures.

Depuis l'invention du mot anglais dinosaur en 1842, les dinosaures ont été représentés de façon variée dans les livres, films, programmes de télévision ou œuvres d'art qui leur ont été consacrés. Ces multiples représentations culturelles des dinosaures ont eu pour objectifs le divertissement (avec des films comme Jurassic Park) ou l'éducation (avec des programmes comme Barney) de leur public. Elles ont parfois visé le réalisme, comme dans les films des années 1990 et 2000, ou ont parfois eu un caractère plus fantastique, comme dans les films de monstres des années 1950 et 1960.
Les représentations des dinosaures dans la culture ont constitué un moyen important pour faire connaître les découvertes scientifiques au public, très intéressé par le sujet depuis la renaissance des dinosaures. Ces représentations ont toutefois introduit ou renforcé des conceptions erronées sur les dinosaures et les animaux préhistoriques, comme l'existence d'un « monde préhistorique » où plusieurs types d'espèces éteintes (du dimétrodon au mammouth) coexistaient, et où les dinosaures menaient une vie de combat constant. D'autres idées fausses ont été renforcées par les représentations culturelles des dinosaures mais ont pour origine d'anciennes hypothèses scientifiques désormais abandonnées : par exemple la représentation des dinosaures comme des « reptiles géants » ou l'utilisation alternative du mot « dinosaure » pour décrire quelque chose d'inadapté ou d'obsolète, ou les dinosaures comme étant des animaux lents et stupides.

## Histoire

### Jusqu'en 1900

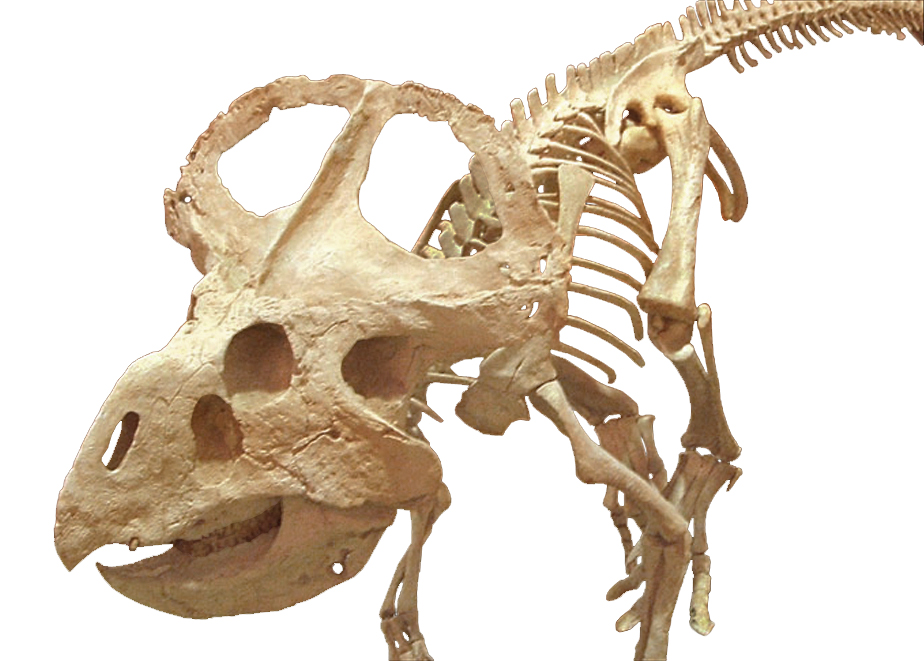
Squelette de Protoceratops au Wyoming Dinosaur Center.

Les premières tentatives de compréhension des dinosaures par les hommes ont peut-être commencé des milliers d'années avant que ceux-ci ne soient désignés sous leur nom actuel. Les fossiles de dinosaures auraient d'abord servi à alimenter les mythes des sociétés humaines. Par exemple, selon la folkloriste Adrienne Mayor, le griffon, créature légendaire réputée habiter les steppes scythes, aurait été imaginé à partir de squelettes de protocératops trouvés dans le désert de Gobi. Le protocératops partage en effet plusieurs caractéristiques avec le griffon, dont un bec pointu, quatre pattes, des griffes, de grands yeux, et une taille similaire. La possibilité que des fossiles de protocératops aient été observés par le passé est renforcée par le contraste important entre la couleur blanche des os de protocératops et la couleur rougeâtre des roches du désert de Gobi.
L'étude scientifique méticuleuse des dinosaures commence dans les années 1820 en Angleterre. En 1842, Richard Owen introduit le mot anglais dinosaur pour désigner ce qui, selon lui, étaient des reptiles géants.

## Perception par le public
L'image des dinosaures dans la culture populaire a contribué à stimuler l'intérêt des jeunes pour le domaine, suscitant certaines vocations de paléontologues. Cependant, de nombreuses conceptions erronées sur les dinosaures sont véhiculées par les films, les livres, les bandes dessinées, les programmes de télévision et même certains parcs à thème : les hommes préhistoriques auraient vécu en même temps que les dinosaures, les dinosaures ne feraient pratiquement que se battre,, il y aurait eu un « monde préhistorique » où cohabitaient tous les animaux préhistoriques, les dinosaures seraient tous très grands, ils seraient lents et stupides, voire inadaptés, ou encore de nombreuses espèces qui ne sont pas des dinosaures (le dimétrodon, l'ichthyosaure, le mosasaure, le ptérosaure et le plésiosaure) seraient en fait des dinosaures,. Les reportages des médias d'information sur les dinosaures sont souvent imprécis et sensationnalistes, et les livres populaires sur les dinosaures en retard sur la compréhension de ceux-ci par les scientifiques. Les jouets de dinosaures sont eux aussi imprécis, parfois vendus dans la même boîte que d'autres animaux préhistoriques, ou ayant des caractéristiques fictives comme de grandes dents pointues pour certains jouets de tricératops en caoutchouc. Le mot « dinosaure » sert parfois à qualifier quelque chose de dépassé : c'est l'utilisation qu'en a fait le mouvement punk pour décrire les groupes de rock progressif, qualifiés de « groupes dinosaures ». Certains auteurs et artistes s'efforcent cependant de délivrer une image exacte et à jour des dinosaures : Michael Crichton et Bill Watterson (de Calvin et Hobbes) sont souvent cités en exemple.